# Kečkovce
Kečkovce – wieś (obec) na Słowacji w kraju preszowskim, powiecie Svidník. Kečkovce położone są w historycznym kraju Szarysz na szlaku handlowym z Węgier do Polski. Pierwsze wzmianki o wsi pochodzą z roku 1582.